# Andrena sola
Andrena sola är en biart som beskrevs av Henry Lorenz Viereck 1916. Andrena sola ingår i släktet sandbin, och familjen grävbin. Inga underarter finns listade i Catalogue of Life.